# Stifftia
Stifftia är ett släkte av korgblommiga växter. Stifftia ingår i familjen korgblommiga växter.
Kladogram enligt Catalogue of Life:
| Stifftia | \| \| Stifftia cayennensis \| \| \| \| \| \| Stifftia chrysantha \| \| \| \| \| \| Stifftia fruticosa \| \| \| \| \| \| Stifftia hatschbachii \| \| \| \| \| \| Stifftia parviflora \| \| \| \| \| \| Stifftia uniflora \| \| \| \| |
|          | \| \| Stifftia cayennensis \| \| \| \| \| \| Stifftia chrysantha \| \| \| \| \| \| Stifftia fruticosa \| \| \| \| \| \| Stifftia hatschbachii \| \| \| \| \| \| Stifftia parviflora \| \| \| \| \| \| Stifftia uniflora \| \| \| \| |
|          | Stifftia cayennensis |
|          | |
|          | Stifftia chrysantha |
|          | |
|          | Stifftia fruticosa |
|          | |
|          | Stifftia hatschbachii |
|          | |
|          | Stifftia parviflora |
|          | |
|          | Stifftia uniflora |
|          | |

## Bildgalleri

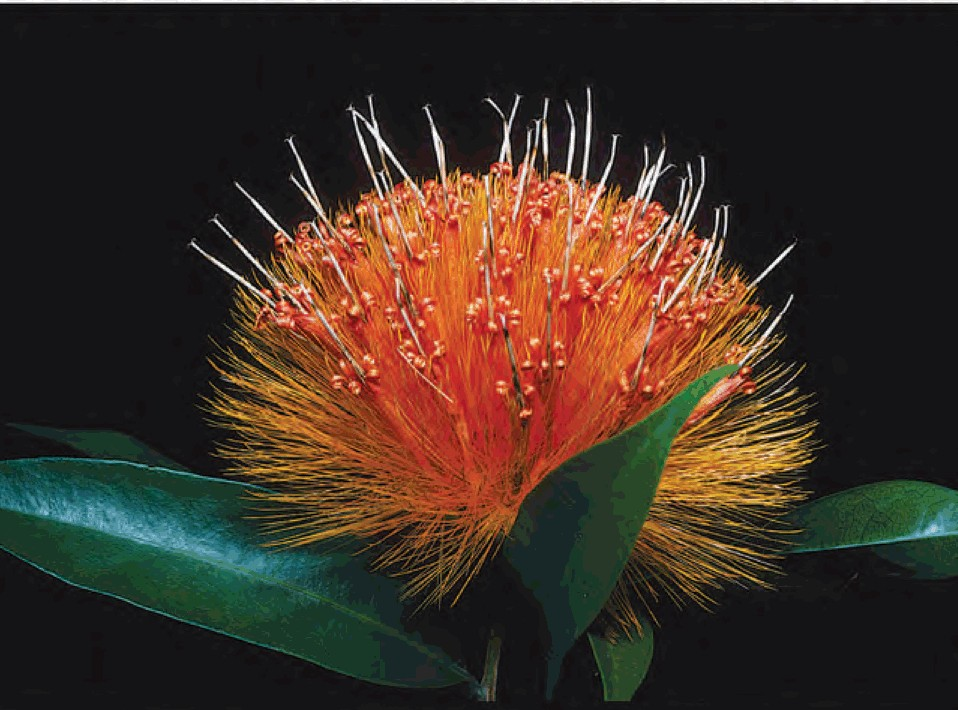